# Васьковщина (Смоленская область)
Васьковщина — деревня в Демидовском районе Смоленской области России. Входит в состав Закрутского сельского поселения. По состоянию на 2007 год постоянного населения не имеет. 
Расположена в северо-западной части области в 20 км к северо-западу от Демидова, в 4 км восточнее автодороги Р133 Смоленск — Невель, на берегу реки Борожанка. В 65 км южнее деревни расположена железнодорожная станция Голынки на линии Смоленск — Витебск. 

## История
В годы Великой Отечественной войны деревня была оккупирована гитлеровскими войсками в июле 1941 года, освобождена в сентябре 1943 года.